# ГОСТ 34.10-2018
ГОСТ 34.10-2018 (полное название: «ГОСТ 34.10-2018. Информационная технология. Криптографическая защита информации. Процессы формирования и проверки электронной цифровой подписи», англ. «Information technology. Cryptographic data security. Signature and verification processes of electronic digital signature») — действующий межгосударственный криптографический стандарт, описывающий алгоритмы формирования и проверки электронной цифровой подписи, реализуемой с использованием операций в группе точек эллиптической кривой, определенной над конечным простым полем.
Стандарт разработан на основе национального стандарта Российской Федерации ГОСТ Р 34.10-2012 и введен в действие с 1 июня 2019 года приказом Росстандарта № 1059-ст от 4 декабря 2018 года.

## Область применения
Цифровая подпись позволяет:
1. Аутентифицировать лицо, подписавшее сообщение;
2. Контролировать целостность сообщения;
3. Защищать сообщение от подделок;

## История
Первые версии алгоритма разрабатывались Главным управлением безопасности связи ФАПСИ при участии Всероссийского научно-исследовательского института стандартизации (ВНИИстандарт), позже разработка перешла в руки Центра защиты информации и специальной связи ФСБ России и АО «ИнфоТеКС».

## Описание
Криптографическая стойкость первых стандартов цифровой подписи ГОСТ Р 34.10-94 и ГОСТ 34.310-95 была основана на задаче дискретного логарифмирования в мультипликативной группе простого конечного поля большого порядка. Начиная с ГОСТ Р 34.10-2001 стойкость алгоритма основана на более сложной задаче вычисления дискретного логарифма в группе точек эллиптической кривой. Также стойкость алгоритма формирования цифровой подписи основана на стойкости соответствующей хеш-функции:
| Тип                | Наименование      | Введен в действие   | Функция хеширования | Приказ |
| ------------------ | ----------------- | ------------------- | ------------------- | --- |
| Национальный       | ГОСТ Р 34.10-94   | 1 января 1995 года  | ГОСТ Р 34.11-94     | Принят постановлением Госстандарта России № 154 от 23 мая 1994 года |
| Межгосударственный | ГОСТ 34.310-95    | 16 апреля 1998 года | ГОСТ 34.311-95      | |
| Национальный       | ГОСТ Р 34.10-2001 | 1 июля 2002 года    | ГОСТ Р 34.11-94     | Принят постановлением Госстандарта России № 380-ст от 12 сентября 2001 года |
| Межгосударственный | ГОСТ 34.310-2004  | 2 марта 2004 года   | ГОСТ 34.311-95      | Принят Евразийским советом по стандартизации, метрологии и сертификации по переписке (протокол № 16 от 2 марта 2004 года) |
| Национальный       | ГОСТ Р 34.10-2012 | 1 января 2013 года  | ГОСТ Р 34.11-2012   | Утверждён и введен в действие приказом Федерального агентства по техническому регулированию и метрологии № 215-ст от 7 августа 2012 года в качестве национального стандарта Российской Федерации с 1 января 2013 года |
| Межгосударственный | ГОСТ 34.10-2018   | 1 июня 2019 года    | ГОСТ 34.11-2018     | Принят Межгосударственным советом по метрологии, стандартизации и сертификации (протокол № 54 от 29 ноября 2018 года). Приказом Федерального агентства по техническому регулированию и метрологии № 1059-ст от 4 декабря 2018 г. введен в действие в качестве национального стандарта Российской Федерации с 1 июня 2019 года |

Стандарты используют одинаковую схему формирования электронной цифровой подписи. Новые стандарты с 2012 года отличаются наличием дополнительного варианта параметров схем, соответствующего длине секретного ключа порядка 512 бит.
После подписывания сообщения М к нему дописывается цифровая подпись размером 512 или 1024 бит, и текстовое поле. В текстовом поле могут содержаться, например, дата и время отправки или различные данные об отправителе:
| Сообщение М |

| Цифровая подпись | Текст |

Данный алгоритм не описывает механизм генерации параметров, необходимых для формирования подписи, а только определяет, каким образом на основании таких параметров получить цифровую подпись. Механизм генерации параметров определяется на месте в зависимости от разрабатываемой системы.

## Алгоритм
Приводится описание варианта схемы ЭЦП с длиной секретного ключа 256 бит. Для секретных ключей длиной 512 бит (второй вариант формирования ЭЦП, описанный в стандарте) все преобразования аналогичны.

### Параметры схемы цифровой подписи
- простое число {\displaystyle p} — модуль эллиптической кривой такой, что {\displaystyle p>2^{255}}
- эллиптическая кривая {\displaystyle E} задаётся своим инвариантом {\displaystyle J(E)} или коэффициентами {\displaystyle a,b\in F_{p}}, где {\displaystyle F_{p}} — конечное поле из p элементов. {\displaystyle J(E)} связан с коэффициентами {\displaystyle a} и {\displaystyle b} следующим образом

{\displaystyle J(E)=1728{\frac {4a^{3}}{4a^{3}+27b^{2}}}{\pmod {p}}}, причём {\displaystyle 4a^{3}+27b^{2}\not \equiv 0{\pmod {p}}}.
- целое число {\displaystyle m} — порядок группы точек эллиптической кривой, {\displaystyle m} должно быть отлично от {\displaystyle p}
- простое число {\displaystyle q}, порядок некоторой циклической подгруппы группы точек эллиптической кривой, то есть выполняется {\displaystyle m=nq}, для некоторого {\displaystyle n\in \mathbb {N} }. Также {\displaystyle q} лежит в пределах {\displaystyle 2^{254}<q<2^{256}}.
- точка {\displaystyle P=(x_{P},\;y_{P})} эллиптической кривой {\displaystyle E}, являющаяся генератором подгруппы порядка {\displaystyle q}, то есть {\displaystyle q\cdot P=\mathbf {0} } и {\displaystyle k\cdot P\neq \mathbf {0} } для всех k = 1, 2, …, q-1, где {\displaystyle \mathbf {0} } — нейтральный элемент группы точек эллиптической кривой E.
- {\displaystyle h(M)} — хеш-функция (ГОСТ Р 34.11-2012), которая отображает сообщения M в двоичные векторы длины 256 бит.

Каждый пользователь цифровой подписи имеет личные ключи:
- ключ шифрования {\displaystyle d} — целое число, лежащее в пределах {\displaystyle 0<d<q}.
- ключ расшифрования {\displaystyle Q=(x_{Q},\;y_{Q})}, вычисляемый как {\displaystyle Q=d\cdot P}.

Дополнительные требования:
- {\displaystyle p^{t}\neq 1{\pmod {q}}}, {\displaystyle \forall t=1..B}, где {\displaystyle B\geq 31}
- {\displaystyle J(E)\neq 0} и {\displaystyle J(E)\neq 1728}

### Двоичные векторы
Между двоичными векторами длины 256 {\displaystyle {\bar {h}}=(\alpha _{255},...,\alpha _{0})} и целыми числами {\displaystyle z\leq 2^{256}} ставится взаимно-однозначное соответствие по следующему правилу {\displaystyle z=\sum _{i=0}^{255}\alpha _{i}2^{i}}. Здесь {\displaystyle \alpha _{i}} либо равно 0, либо равно 1. Другими словами, {\displaystyle {\bar {h}}} — это представление числа z в двоичной системе счисления.
Результатом операции конкатенации двух векторов {\displaystyle {\bar {h_{1}}}=(\alpha _{255},...,\alpha _{0})} и {\displaystyle {\bar {h_{2}}}=(\beta _{255},...,\beta _{0})} называется вектор длины 512 {\displaystyle ({\bar {h_{1}}}|{\bar {h_{2}}})=(\alpha _{255},...,\alpha _{0},\beta _{255},...,\beta _{0})}. Обратная операция — операция разбиения одного вектора длины 512 на два вектора длины 256.

### Формирование цифровой подписи
Блок-схемы:

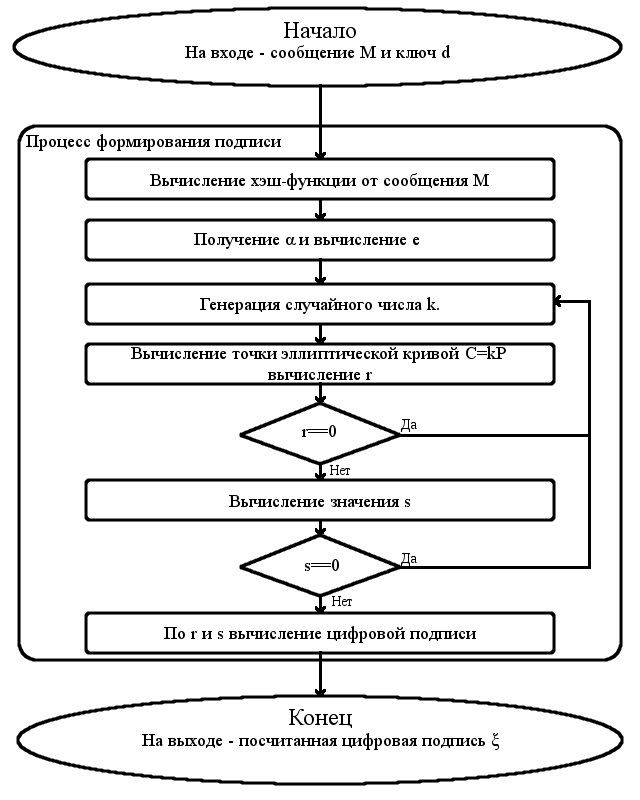
Формирование цифровой подписи
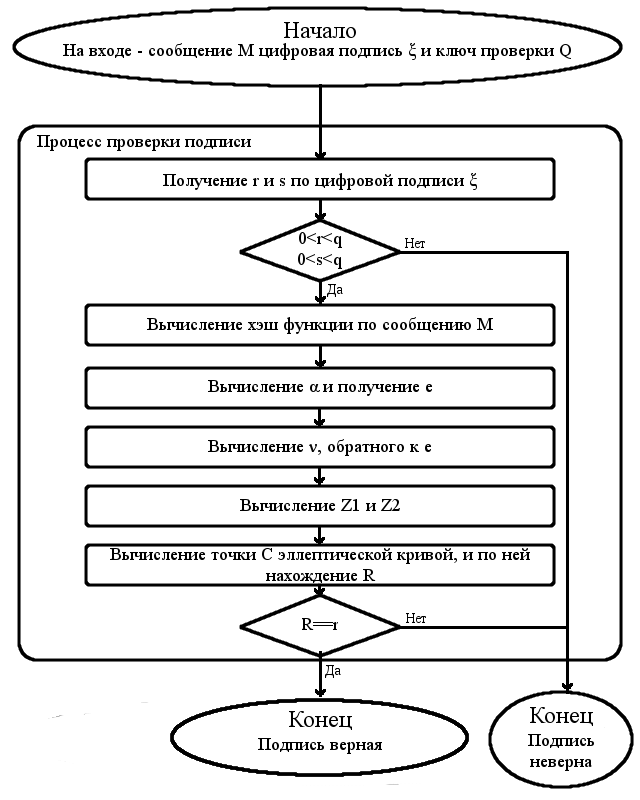
Проверка цифровой подписи

1. Вычисление хеш-функции от сообщения М: {\displaystyle {\bar {h}}=h(M)}
2. Вычисление {\displaystyle e=z\,{\bmod {\,}}q}, и если {\displaystyle e=0}, положить {\displaystyle e=1}. Где {\displaystyle z} — целое число, соответствующее {\displaystyle {\bar {h}}.}
3. Генерация случайного числа {\displaystyle k} такого, что {\displaystyle 0<k<q.}
4. Вычисление точки эллиптической кривой {\displaystyle C=kP}, и по ней нахождение {\displaystyle r=x_{c}\,{\bmod {\,}}q,} где {\displaystyle x_{c}} — это координата {\displaystyle x} точки {\displaystyle C.} Если {\displaystyle r=0}, возвращаемся к предыдущему шагу.
5. Нахождение {\displaystyle s=(rd+ke)\,{\bmod {\,}}q}. Если {\displaystyle s=0}, возвращаемся к шагу 3.
6. Формирование цифровой подписи {\displaystyle \xi =({\bar {r}}|{\bar {s}})}, где {\displaystyle {\bar {r}}} и {\displaystyle {\bar {s}}} — векторы, соответствующие {\displaystyle r} и {\displaystyle s}.

### Проверка цифровой подписи
1. Вычисление по цифровой подписи {\displaystyle \xi } чисел {\displaystyle r} и {\displaystyle s}, учитывая, что {\displaystyle \xi =({\bar {r}}|{\bar {s}})}, где {\displaystyle r} и {\displaystyle s} — числа, соответствующие векторам {\displaystyle {\bar {r}}} и {\displaystyle {\bar {s}}}. Если хотя бы одно из неравенств {\displaystyle r<q} и {\displaystyle s<q} неверно, то подпись неправильная.
2. Вычисление хеш-функции от сообщения М: {\displaystyle {\bar {h}}=h(M).}
3. Вычисление {\displaystyle e=z\,{\bmod {\,}}q}, и если {\displaystyle e=0}, положить {\displaystyle e=1}. Где {\displaystyle z} — целое число соответствующее {\displaystyle {\bar {h}}.}
4. Вычисление {\displaystyle \nu =e^{-1}\,{\bmod {\,}}q.}
5. Вычисление {\displaystyle z_{1}=s\nu \,{\bmod {\,}}q} и {\displaystyle z_{2}=-r\nu \,{\bmod {\,}}q.}
6. Вычисление точки эллиптической кривой {\displaystyle C=z_{1}P+z_{2}Q}. И определение {\displaystyle R=x_{c}\,{\bmod {\,}}q}, где {\displaystyle x_{c}} — координата {\displaystyle x} точки {\displaystyle C.}
7. В случае равенства {\displaystyle R=r} подпись правильная, иначе — неправильная.

## Криптостойкость
Криптостойкость цифровой подписи опирается на две компоненты — на стойкость хеш-функции и на стойкость самого алгоритма шифрования.
Вероятность взлома хеш-функции по ГОСТ 34.11-94 составляет {\displaystyle 1{,}73\times {10}^{-77}} при подборе коллизии на фиксированное сообщение и {\displaystyle 2{,}94\times {10}^{-39}} при подборе любой коллизии. Стойкость алгоритма шифрования основывается на проблеме дискретного логарифмирования в группе точек эллиптической кривой. На данный момент нет метода решения данной проблемы хотя бы с субэкспоненциальной сложностью.
Один из самых быстрых алгоритмов, на данный момент, при правильном выборе параметров — {\displaystyle \rho }-метод и {\displaystyle \mathrm {I} }-метод Полларда.
Для оптимизированного {\displaystyle \rho }-метода Полларда вычислительная сложность оценивается как {\displaystyle O({\sqrt {q}})}. Таким образом для обеспечения криптостойкости {\displaystyle {10}^{30}} операций необходимо использовать 256-разрядное {\displaystyle q}.

## Отличия от ГОСТ Р 34.10-94 (стандарт 1994—2001 гг)
Новый и старый ГОСТы цифровой подписи очень похожи друг на друга. Основное отличие — в старом стандарте часть операций проводится над полем {\displaystyle \mathbb {Z} _{p}}, а в новом — над группой точек эллиптической кривой, поэтому требования, налагаемые на простое число {\displaystyle p} в старом стандарте ({\displaystyle 2^{509}<p<2^{512}} или {\displaystyle 2^{1020}<p<2^{1024}}), более жёсткие, чем в новом.
Алгоритм формирования подписи отличается только в пункте 4. В старом стандарте в этом пункте вычисляются {\displaystyle {\tilde {r}}=a^{k}\,{\bmod {\,}}p} и {\displaystyle r={\tilde {r}}\,{\bmod {\,}}q} и, если {\displaystyle r=0}, возвращаемся к пункту 3. Где {\displaystyle 1<a<p-1} и {\displaystyle a^{q}{\bmod {\,}}p=1}.
Алгоритм проверки подписи отличается только в пункте 6. В старом стандарте в этом пункте вычисляется {\displaystyle R=(a^{z_{1}}y^{z_{2}}\,{\bmod {\,}}p)\,{\bmod {\,}}q}, где {\displaystyle y} — открытый ключ для проверки подписи, {\displaystyle y=a^{d}\,{\bmod {\,}}p}. Если {\displaystyle R=r}, подпись правильная, иначе неправильная. Здесь {\displaystyle q} — простое число, {\displaystyle 2^{254}<q<2^{256}} и {\displaystyle q} является делителем {\displaystyle p-1}.
Использование математического аппарата группы точек эллиптической кривой позволяет существенно сократить порядок модуля {\displaystyle p} без потери криптостойкости.
Также старый стандарт описывает механизмы получения чисел {\displaystyle p}, {\displaystyle q} и {\displaystyle a}.

## Возможные применения
- Использование пары ключей (открытый, закрытый) для установления ключа сессии.[5]
- Использование в сертификатах открытых ключей.[6]
- Использование в S/MIME (PKCS #7, Cryptographic Message Syntax).[7]
- Использование для защиты соединений в TLS (SSL, HTTPS, WEB).[8]
- Использование для защиты сообщений в XML Signature (XML Encryption).[9]
- Защита целостности Интернет-адресов и имён (DNSSEC).[10]